# 名倉次
名倉 次（なぐら やどる、1858年（安政5年）7月12日） - 1940年（昭和15年）4月29日）は、日本の政治家、衆議院議員（1期）。
民俗学者の太田陸郎は六男。社会運動家・政治活動家の東郷健は孫にあたる。

## 経歴
播磨国飾西郡(のち兵庫県飾磨郡置塩村→夢前町、現・姫路市)生まれ。1878年、神戸師範学校卒。兵庫県会議員、同常置委員、県農会副会長となる。
1894年3月の第3回衆議院議員総選挙において兵庫7区から立憲改進党から立候補して当選した。1894年9月の第4回衆議院議員総選挙で再選した。衆議院議員を2期務め、1898年3月の第5回衆議院議員総選挙では進歩党から立候補したが落選した。1898年8月の第6回衆議院議員総選挙では憲政本党から出馬したが落選した。1940年に死去した。